# Pavilhão Azulejado

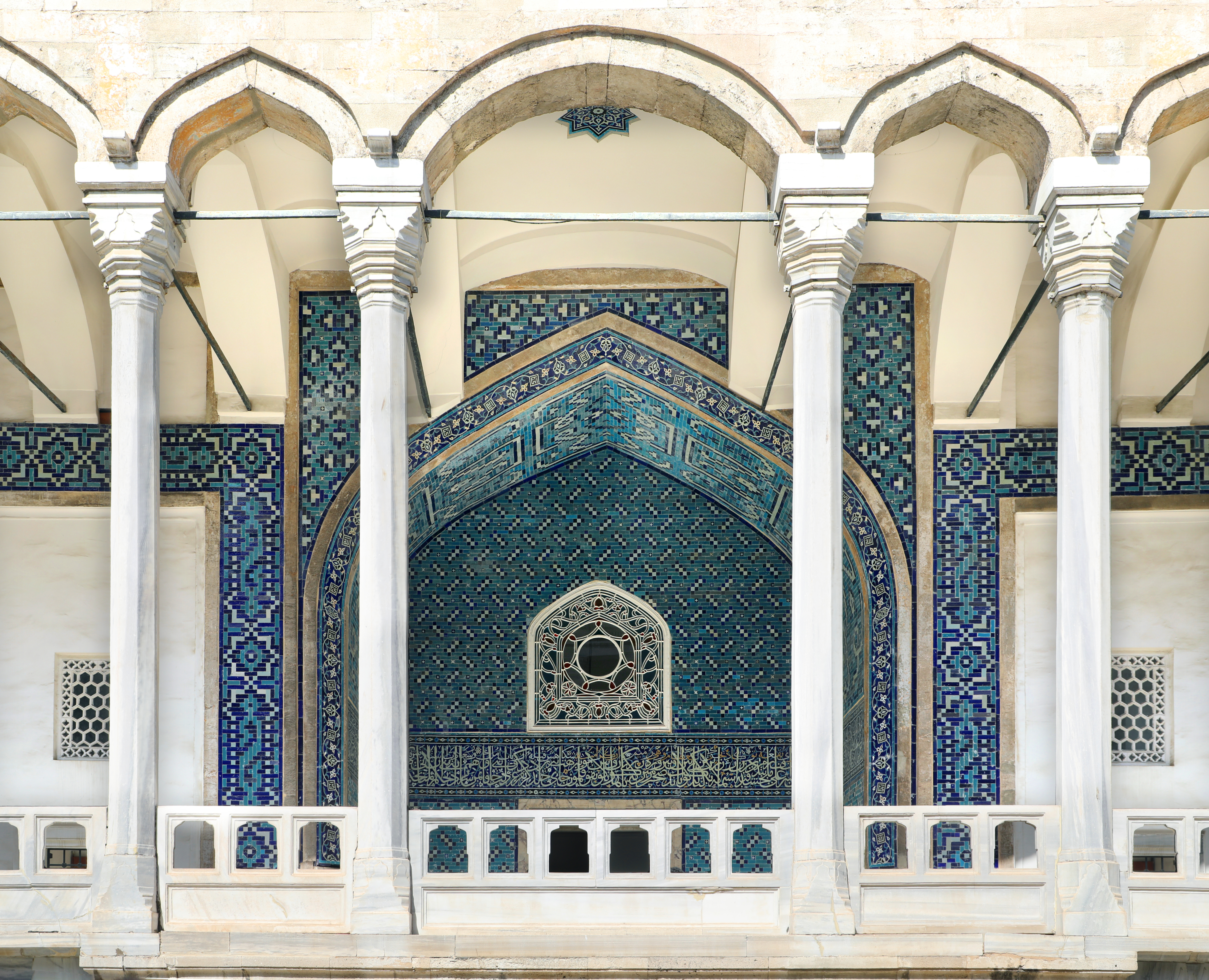
Entrada principal

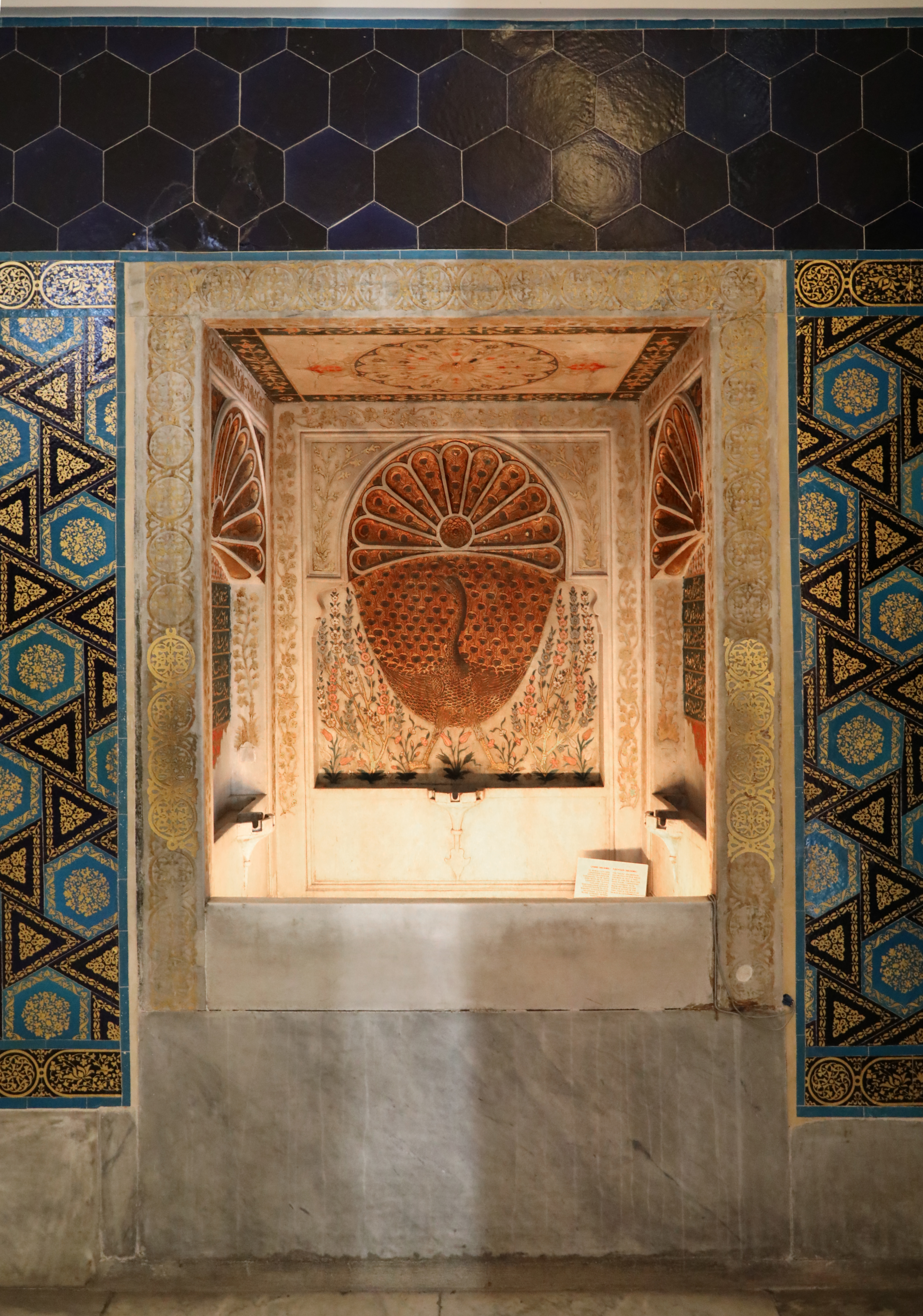
Fonte dourada no interior

O Pavilhão Azulejado (em turco: Çinili Köşk, "pavilhão dos mosaicos") é um pavilhão otomano situado na área limítrofe do Palácio de Topkapı, no bairro de Eminönü, distrito de Fatih, Istambul, Turquia. Foi construído em  1473 pelo sultão Maomé II, o Conquistador como espaço de lazer nos jardins do palácio imperial, que em grande parte correspondem atualmente ao Parque Gülhane. No passado foi também conhecido como Quiosque de Vidro (em turco: Sırça Köşk). Atualmente aloja um museu de arte islâmica e turca que integra o complexo dos Museus Arqueológicos de Istambul.
O edifício tem uma planta em forma de cruz grega e dois pisos, embora devido ao declive do terreno apenas um dos pisos é visível na fachada principal. O exterior está coberto de azulejos vidrados que lhe dão o nome e que denotam influências da Ásia Central, nomeadamente da Mesquita de Bibi Hanim em Samarcanda, no Uzbequistão. O planta em quadrado representa os quatro cantos do mundo e simboliza a autoridade e soberania universal do sultão. Como não apresenta influências bizantinas, pensa-se que o arquiteto terá sido persa. Os tijolos emoldurados por pedra e os pilares poligonais da fachada são típicos da Pérsia. Um portão em grade de ferro dá acesso à cave. Por cima deste portão, dois lanços de escada conduzem ao um terraço com colunatas. Este pórtico foi resconstruído no século XVIII. A grande porta do meio, rodeada de um arco com azulejos, conduz ao vestíbulo que por sua vez dá acesso para uma sala com uma cúpula muito alta. Por detrás desta sala encontram-se três apartamentos reais, sendo o do meio em forma abside.
Os apartamentos têm vista para o Bósforo. As nervuras das abóbadas ogivais fazem lembrar o estilo neogótico, mas em vez de  ajudarem a suportar o teto aumentam o seu peso. Os mosaicos azuis e brancos das paredes estão dispostos em hexágonos e triângulos, ao estilo de Bursa. Alguns apresentam motivos delicados de flores, folhas, nuvens e outras formas abstratas. O reboco branco é de estilo persa. Em ambos os lados do salão central há eyvans, reentrâncias em arco abertas de um dos lados.
O pavilhão alojou o Museu Imperial (İmparatorluk Müzesi) entre 1875 e 1891. Foi reaberto ao público como um museu de arte islâmica e turca, o qual foi posteriormente incorporado nos Museus Arqueológicos de Istambul (İstanbul Arkeoloji Müzeleri). O pavilhão tem em exposição muitos exemplos de azulejos de İznik e cerâmica seljúcida.